# Lista de representantes permanentes do México nas Nações Unidas
Esta é uma lista de representantes permanentes do México, ou outros chefes de missão, junto da Organização das Nações Unidas em Nova Iorque.
O México foi um dos Estados fundadores das Nações Unidas e é membro desde 7 de novembro de 1945.
| Início | Término | Representante permanente (Chefe de missão) | Cargo                    | Credenciais |
| ------ | ------- | ------------------------------------------ | ------------------------ | ----------- |
| 1945   | 1952    | Luis Padilla Nervo                         | Representante permanente |             |
| 1952   | 1953    | Martín Luis Guzmán                         | Representante adjunto    | -           |
| 1953   | 1959    | Rafael de la Colina                        | Representante permanente | 1953-02-04  |
| 1959   | 1963    | Luis Padilla Nervo                         | Representante permanente |             |
| 1963   | 1965    | Jorge Castañeda y Álvarez de la Rosa       | Representante permanente |             |
| 1965   | 1970    | Francisco Cuevas Cancino                   | Representante permanente |             |
| 1970   | 1975    | Alfonso García Robles                      | Representante permanente | 1970-12-14  |
| 1976   | 1978    | Roberto de Rosenzweig-Díaz Azmitia         | Representante permanente | 1976-02-23  |
| 1978   | 1979    | Francisco Cuevas Cancino                   | Representante permanente | 1978-02-02  |
| 1979   | 1979    | Jorge Eduardo Navarrete                    | Representante adjunto    | -           |
| 1979   | 1985    | Porfirio Muñoz Ledo                        | Representante permanente |             |
| 1985   | 1985    | Miguel Marín Bosch                         | Representante adjunto    | -           |
| 1985   | 1985    | Margarita Diéguez Armas                    | Representante adjunto    | -           |
| 1985   | 1989    | Mario Moya Palencia                        | Representante permanente | 1985-09-26  |
| 1989   | 1993    | Jorge Montaño                              | Representante permanente | 1989-03-02  |
| 1993   | 1993    | Antonio Villegas Villalobos                | Representante adjunto    | -           |
| 1993   | 1994    | Manuel Tello Macías                        | Representante permanente | 1993-01-26  |
| 1994   | 1995    | Víctor Flores Olea                         | Representante permanente | 1994-03-22  |
| 1995   | 2000    | Manuel Tello Macías                        | Representante permanente | 1995-02-01  |
| 2001   | 2002    | Jorge Eduardo Navarrete                    | Representante permanente | 2001-02-08  |
| 2002   | 2003    | Adolfo Aguilar Zínser                      | Representante permanente | 2002-02-05  |
| 2003   | 2006    | Enrique Berruga Filloy                     | Representante permanente | 2003-12-16  |
| 2007   | 2011    | Claude Heller                              | Representante permanente | 2007-04-09  |
| 2011   | 2013    | Luis Alfonso de Alba Góngora               | Representante permanente | 2011-09-14  |
| 2013   | 2016    | Jorge Montaño                              | Representante permanente | 2013-07-23  |
| 2016   | atual   | Juan José Gómez Camacho                    | Representante permanente | 2016-02-16  |